# 瞳孔 (曲)
「瞳孔」（どうこう）は、Plastic Treeの通算34枚目のシングル。2013年9月4日発売。発売元はビクターエンタテインメント。

## バージョン
前作『シオン』から約1年ぶりのシングル。通常盤、初回限定盤A、初回限定盤Bの3タイプで発売。
初回限定盤A・通常版のみ「時間坂」、 初回限定盤B・通常版のみ「アイレン」を収録。また、初回限定盤には、ギターのナカヤマアキラによるB面のリミックス曲を収録。初回限定盤Aには「時間坂 (Akira Nakayama remix)」、初回限定盤Bには「アイレン (Akira Nakayama remix)」を収録している。
表題曲「瞳孔」のPVは2パターン存在する。曲の世界観が軸になっている「瞳孔 Music Video」（初回限定盤A収録）、演奏シーンが中心の「瞳孔 Music Video〜light and shadow edition〜」（初回限定盤B収録）である。

## 収録曲

### 通常盤
1. 瞳孔 [4:39][1]
  - 作詞：有村竜太朗、作曲：長谷川正、編曲：Plastic Tree

作曲を担当した長谷川正は、「曲自体は『みらいいろ』（2010年発売）と同時期に作っていた」と語っている[4]。
テレビ朝日系『Break Out』2013年9月度オープニング・トラック。
2. 時間坂 [4:39][1]
  - 作詞・作曲：長谷川正、編曲：Plastic Tree
3. アイレン [5:25][1]
  - 作詞：佐藤ケンケン、作曲：ナカヤマアキラ、編曲：Plastic Tree
4. 瞳孔 (Instrumental) [4:37][1]

### 初回限定盤A
CD
1. 瞳孔
2. 時間板
3. 時間坂 (Akira Nakayama remix) [4:55][2]
4. 瞳孔 (Instrumental)

DVD
1. 瞳孔 Music Video

### 初回限定盤B
CD
1. 瞳孔
2. アイレン
3. アイレン (Akira Nakayama remix) [6:37][3]
4. 瞳孔 (Instrumental)

DVD
1. 瞳孔 Music Video〜light and shadow edition〜